# Jean-François Bayart
Jean-François Bayart   (Boulogne-Billancourt, 20 de març de 1950) és un politòleg francès i antic director d'investigació del Centre Nacional de la Recerca Científica. La seva especialitat és la sociologia històrica comparada de l'estat.
Ha centrat el seu enfocament en les pràctiques reals dels actors, en les ideologies o les representacions culturals i ha qüestionat les paradoxes de la història, insistint en la inseparabilitat de la coacció i l'hegemonia, posant l'accent en l'experiència viscuda dels actors. El seu mètode es distingeix per un estudi que va des de l'observació empírica fins a la problematització i la teorització. Un dels temes que recorren els seus llibres, a més del de la historicitat, es relaciona amb la incompletesa de les societats polítiques i l'ambivalència constitutiva de les relacions socials.
Ha criticat la política exterior de França considerant que no servia prou a tercers països, en particular a les antigues colònies franceses a l'Àfrica. També és partidari d'una obertura total de les fronteres i denuncia els esforços d'Europa per frenar la immigració africana, fins i tot demanant de sancionar els líders europeus, culpables als seus ulls d'haver signat, per exemple, acords de cooperació amb Líbia en aquest tema.

## Trajectòria
Bayart és autor de diversos llibres sobre l'Àfrica sudsahariana i la historicitat de la política. Des del 2015 és professor a l'Institut de Postgrau d'Estudis Internacionals i de Desenvolupament de Ginebra.
Va ser el fundador de les revistes Politique africaine (1980–1981), Critique internationale (1998) i de la col·lecció «Recherches internationales» (1998, publicada per éditions Karthala ). Va ser director del Centre d'études et de recherche internationales (CERI) i de l'Institut d'Estudis Polítics de París (1994-2000), i ha estat professor a la Universitat de París 1 Panteó-Sorbona, a la Universitat de Lausana i a la Universitat de Torí.
És comentarista de política internacional en diversos mitjans, en particular a Mediapart. Va ser consultor permanent de l'equip de planificació política del Ministeri d'Afers Exteriors francès (1990–2005), i membre del Llibre blanc francès de 2013 sobre defensa i seguretat nacional (2012–2013).

## Pensament
A la seva primera publicació acadèmica, L'État au Cameroun (1979), Bayart va argumentar que els sistemes de desigualtat econòmica i dominació inherents a les societats africanes precolonials tenen la seva pròpia dinàmica històrica. En conseqüència, les construccions nacionals postcolonials no es poden entendre des de l'únic punt de vista de les seves relacions amb les potències occidentals i la seva posició en l'economia mundial. Els estats africans s'han d'analitzar, doncs, en la seva historicitat, la qual cosa implica analitzar les relacions de poder dins de les societats africanes contemporànies, en particular el paper que juga la classe dominant en les seves societats, per tal d'actualitzar tots els paràmetres que influeixen en el present i el futur d'aquests estats.
Els treballs de Bayart a la dècada del 1980 insisteixen en la necessitat d'aprendre la «política des de baix» cridant l'atenció sobre els «modes populars d'acció política», nocions que havia plantejat a L'État au Cameroun (1979) i que va repetir en articles a Politique africaine i a Revue française de science politique (alguns dels quals van ser recollits a Le Politique par le bas en Afrique noire, publicat en col·laboració amb Achille Mbembe i Comi Toulabor el 1992, i reeditat a 2008 en una nova versió ampliada). Aquesta problemàtica de la «política des de baix» estava, a més, en l'esperit dels temps, ja que s'ajuntava de moltes maneres amb el treball concomitant de l'Alltagsgeschichte («història de la vida quotidiana») a Alemanya, els estudis subalterns indis o de l'historiador francès Michel de Certeau, que va participar en diverses ocasions al seminari de Bayart al Centre d'études et de recherches international.
Bayart va criticar el culturalisme a L'Illusion identitaire (1996), una obra en la qual va oposar-se a la tesi de Samuel Huntington sobre el «xoc de civilitzacions» i va desenvolupar una problemàtica permetent pensar en les relacions consubstancials entre cultura i política «sense ser culturalista», com abans havia volgut pensar en la dependència d'Àfrica «sense ser dependent», tot insistint en el paper central de l'imaginari en la producció d'allò polític i en la seva relació amb les pràctiques de la cultura material.
Més endavant, va introduir a la seva reflexió el concepte de «nacional-liberalisme», que posteriorment va reprendre de manera polèmica en un recull d'articles militants, no sense precisar que el nacional-liberalisme té la mateixa relació amb el liberalisme que el nacionalsocialisme amb el socialisme (Sortir du national-libéralisme. Croquis politiques des années 2004–2012, de 2012). A més, va analitzar els processos de subjectivació que produeix la globalització a la interfície de la cultura material i les tècniques del cos, i que prohibeixen veure en la globalització només una experiència d'alienació.